# Kalamáki (Phthiotide)
Kalamáki, en grec moderne : Καλαμάκι, est un village du dème de Lamía dans le district régional de Phthiotide, en Grèce-Centrale.
Selon le recensement de 2011, la population du village compte 169 habitants.